# Вест Парк (Калифорнија)
Вест Парк (енгл. West Park) насељено је место без административног статуса у америчкој савезној држави Калифорнија.

## Демографија
По попису из 2010. године број становника је 1.157.
| Група             | 2000.    | 2010.       |
| Белци             | 0 (0,0%) | 141 (12,2%) |
| Афроамериканци    | 0 (0,0%) | 32 (2,8%)   |
| Азијати           | 0 (0,0%) | 54 (4,7%)   |
| Хиспаноамериканци | 0 (0,0%) | 879 (76,0%) |
| Укупно            | 0        | 1.157       |